# Guinevere Planitia
Guinevere Planitia is een laagvlakte op de planeet Venus. Guinevere Planitia werd in 1982 genoemd naar koningin Guinevere, een personage uit de Arthursage.
De laagvlakte heeft een diameter van 7520 kilometer en strekt zich uit over zes quadrangles, het gelijknamige quadrangle Guinevere Planitia (V-30) en de quadrangles Metis Mons (V-6), Kawelu Planitia (V-16), Beta Regio (V-17), Lachesis Tessera (V-18) en Sif Mons (V-31).
Guinevere Planitia ontstond een paar honderd miljoen jaar geleden, tijdens de Guineveriaanse periode, een geologisch tijdperk in de stratigrafie van Venus.